# Anguilla celebesensis
Anguilla celebesensis е вид лъчеперка от семейство Anguillidae. Видът е почти застрашен от изчезване.

## Разпространение
Разпространен е в Индонезия, Малайзия и Филипини.